# Locomotiva FS 912
La locomotiva gruppo 912 è una grossa locotender per treni viaggiatori pervenuta alle Ferrovie dello Stato come preda bellica alla fine della prima guerra mondiale; precedentemente faceva parte del gruppo 229 della KkStB.

## Storia
La storia in Italia delle locotender immatricolate nel gruppo FS 912 è, fino alla fine della prima guerra mondiale, comune a quella di altre locomotive di costruzione austriaca o prussiana. Venne infatti immatricolata nel parco nazionale FS in seguito alle riparazioni belliche stabilite dal Trattato di Saint Germain.
Le locomotive "italiane" (uno dei numerosi progetti di Karl Gölsdorf) erano state costruite, le unità immatricolate dalle FS come 912.001-3,4,5 (rispettivamente ex 229.51, 103, 104, 105) da Lokomotivfabrik Floridsdorf nel 1910 e la 912.002 (ex 229.89) da Lokomotivfabrik der StEG nel 1907.
Le locomotive furono utilizzate principalmente nelle linee del Trentino. 
Vennero accantonate e demolite alla fine degli anni trenta in quanto di difficile manutenzione presso le FS, per la mancanza di ricambi di magazzino e per l'antieconomicità delle eventuali modifiche.

## Caratteristica
Si trattava di una locotender con telaio in lamierati di acciaio chiodati a tre assi motori accoppiati; il carrello anteriore di guida era di tipo Adams con un solo asse da 870 mm e spostamento trasversale di 35 mm. Il posteriore portante, con asse da 870 mm, anch'esso in grado di traslare trasversalmente per consentire una buona inscrizione nelle curve. La caldaia era interamente avvolta dalle casse d'acqua laterali analogamente alle locomotive FS 910. La configurazione simmetrica del rodiggio le permetteva di evitare la giratura su piattaforma girevole a fine corsa, una caratteristica molto apprezzata perché evitava il perditempo per la manovra ad ogni fine corsa dei treni viaggiatori aumentandone la produttività.